# Августинович, Фома Матвеевич
Фома́ (То́маш) Матве́евич Августино́вич (1809[…], Кривичи, Минская губерния или Kuokiškis, Купишкское районное самоуправление — 1891[…], Швенчёнис, Виленская губерния) — российский врач, ботаник и этнограф, действительный статский советник. В 1870-х годах путешествовал по Уралу, Сибири, Дальнему Востоку. Результатом его путешествий стали несколько работ, описывающих местные народы, в это же время Августиновичем был собран крупный гербарий, послуживший основой для изучения флоры Северо-Восточной Азии. Считается первым исследователем Сахалина, написал две книги об острове, которые оказали влияние на Антона Чехова и побудили писателя совершить собственное путешествие, в своей книге «Остров Сахалин» Чехов ссылается на работы Августиновича. Деятельность и личность Фомы Августиновича чтут в Польше и Белоруссии.

## Биография
Имя Ф. М. Августиновича длительное время было малоизвестным, его жизнь и деятельность не освещалась историками, в источниках имеются противоречивые сведения о его дате рождения и периоде жизни до 1870-х годов. Портреты его также неизвестны.
Фома Матвеевич Августинович родился в 1809 или 1810 году в имении Кривичи Мядельской волости Вилейского уезда Минской губернии (ныне Мядельский район Минской области Белоруссии) или в деревне Кокишки под Поневежем (Паневежисом) Виленской губернии (ныне в Литве). По происхождению — вольный крестьянин, по другим данным, его отец был крепостным.
Окончил гимназию в Свислочи и в 1830 году поступил на медицинский факультет Виленского университета. В 1832 году факультет был преобразован в Виленскую медико-хирургическую академию, которую Фома Матвеевич окончил в 1835 году с серебряной (по другим источникам, с золотой) медалью.
Фома Августинович был государственным стипендиатом, поэтому после академии был направлен на военную службу, на которой находился около 30 лет. Он был определён штаб-лекарем в Брянский егерский полк, а в 1840 году переведён в Седьмую артиллерийскую бригаду старшим врачом, откуда уволен в 1842 году. В 1846—1853 годах служил в Полтавской губернии, в 1868 году (по другим данным, в конце 1860 года) назначен врачебным инспектором Пермской губернии. В 1870 году был участником экспедиции Русского географического общества на Урал. В январе 1871 года переведён в Санкт-Петербург, в медицинский департамент Министерства внутренних дел.
15 июня 1871 года Фома Августинович отправился на Сахалин в составе комиссии для исследования условий каторжных работ и 25 августа прибыл в Николаевск, а затем в пост Дуэ (ныне посёлок близ Александровска-Сахалинского). На острове Августинович работал девять месяцев, а в 1872—1873 году совершил путешествие по Приморью, Иркутской и Тобольской губерниям.
В 1874 году Августинович в составе врачебной комиссии работал в Якутии, где путешествовал по Вилюйскому округу. В 1875—1876 годах жил в Среднеколымске, в летние сезоны проплыл всю Колыму от Верхнеколымска до Восточно-Сибирского моря.
В 1879 и 1880 годах Фома Матвеевич ещё два раза отправлялся на Сахалин, сопровождая партии ссыльных. Он стал участником первого рейса парохода Добровольного флота «Нижний Новгород» по линии Одесса — Сахалин, через недавно открытый Суэцкий канал.
Последние годы жизни Августинович провёл на родине, скончался в сентябре или октябре 1891 года в Свентянах Виленской губернии (ныне Швянчёнис, Литва), там же был похоронен.

## Деятельность
В 1835 году, то есть в год выпуска из академии, Фома Матвеевич издал свою первую книгу — атлас хирургических инструментов, за который получил премию 300 рублей.
Кроме своей основной специальности — медицины — Фома Августинович хорошо разбирался в ботанике, знал лечебные свойства растений. Во всех местах, где ему приходилось работать, он изучал местную флору, собирал гербарные образцы и отправлял их в Петербургский ботанический сад. За выполнение этой работы он ежегодно получал от Сада 300 рублей. Присланные им сборы определялись и обрабатывались Ф. Б. Шмидтом, Ф. Гердером и Р. Э. Траутфеттером. Вся коллекция, собранная Августиновичем ныне находится в гербарии ботанического сада БИН РАН и насчитывает около 40 тысяч экземпляров (кроме многочисленных дублей, разосланных в другие гербарии). Кроме растений, собранных им лично, Августинович присылал сборы, полученные из Китая, Гонконга и Сингапура. .
В 1840-х — 1860-х годах, работая в Курской, Полтавской и Пермской губерниях написал несколько работ по медицине, изучал лекарственные растения, также разработал наставления для фельдшеров о помощи укушенным бешеными собаками и о лечении сибирской язвы.
Среди жителей Восточной Сибири он был знаменит как врач, к нему привозили пациентов за сотни километров. Во время первого путешествия на Сахалин, Ф. М. Августинович, кроме выполнения своих основных обязанностей врача и ботанических исследований, изучил быт русских каторжников, значительная часть его дневников подробно описывает также жизнь и обычаи местных народов — гиляков (нивхов), орочей и айнов. Он составил одно из первых подробных описаний медвежьего праздника у нивхов. Сахалинские дневники публиковались в газете «Голос», а затем вышли отдельной книгой. Результатом путешествий по Якутии и Колыме стали подробные описания жилищ, одежды, пищи, религии и обычаев северных народов — якутов, юкагиров, эвенков, эвенов, чукчей; также в дневниках описана жизнь золотоискателей на Лене и Витиме. Коллекция предметов народного творчества, собранная Августиновичем, в 1878 году была представлена в Москве на антропологической выставке.
Тексты Августиновича написаны в хорошем литературном стиле и представляют собой не только научную, но и художественную ценность.

## Память
- Именем Ф. М. Августиновича названа гора на Сахалине (высота 1034 метра, входит в Сусунайский хребет[12])
- В честь него назван вид осоки Carex augustinowiczii, распространённый на Дальнем Востоке[5].